# Evelyn Brent
Evelyn Brent (20 de outubro de 1899 – 4 de junho de 1975), também creditada como Bettie Riggs ou Betty Riggs, foi uma atriz de cinema estadunidense. Após a aposentadoria atuou como agente de atores. 

## Vida Pessoal
Nascida Mary Elizabeth Riggs em Tampa, Florida e conhecida como Betty, perdeu a mãe com apenas dez anos de idade, sendo criada por seu pai. Após mudar-se para Nova York ainda adolescente, sua boa aparência rendeu-lhe trabalhos como modelo que levaram a oportunidade no mundo dos filmes. Originalmente havia estudado para ser professora. Quando estava na escola normal em Nova York Betty fez uma visita ao World Film Studio, em Fort Lee, Nova Jersey. Dois dias depois ela estava trabalhando como figurante por 3 dólares ao dia.
Evelyn Brent casou-se três vezes. Um de seus maridos foi o executivo de cinema Bernard P. Fineman. Outro foi o produtor Harry D. Edwards. Seu último marido foi o ator Harry Fox de quem a dança Foxtrot teve seu nome originado. Foram casados até a morte dele em 1959.
Morreu no ano de 1975 em sua casa, em Los Angeles, vítima de ataque cardiaco aos 75 anos. Seu corpo foi cremado e as cinzas enterradas no San Fernando Mission Cemetery, em Mission Hills, California. Por sua contribuição à arte cinematográfica possui uma estrela na Calçada da Fama de Hollywood, no número 6 548 da Hollywood Boulevard.

## Carreira
Iniciou a carreira usando o próprio nome em um estúdio de cinema de Nova Jersey, sendo que sua estréia se deu em 1915, ainda no cinema mudo, numa versão cinematográfica do poema The Shooting of Dan McGrew, de Robert Service. Continuou carreira no cinema como "Evelyn Brent".
Após a Primeira Guerra Mundial foi para Londres, em férias. Lá conheceu o dramaturgo americano Oliver Cromwell, que a encorajou a aceitar um importante papel em The Ruined Lady. A peça foi encenada nos palcos londrinos e a atriz permaneceu por quatro anos na Inglaterra, atuando em filmes produzidos por companhias britânicas. Só retornou aos Estados Unidos em 1922. 
Ali sua carreira recebeu o empurrão que tanto esperava ao ser escolhida como uma das WAMPAS Baby Stars. Contratada por Douglas Fairbanks Sr., ele falhou em encontrar um papel para Brent. Ela deixou sua companhia para juntar-se a Associated Authors.
Depois de contratada pela RKO Evelyn realizou mais de vinte filmes mudos, incluindo três com o famoso diretor austríaco Josef von Sternberg. Em 1928 contracenou com William Powell, na Paramount Pictures, em seu primeiro filme falado. O filme, Interference (1928), não cumpriu com as expectativas. Brent estrelou ainda muitos outros filmes, alguns notáveis. The Silver Horde  e Paramount on Parade, que reuniu todas as estrelas do estúdio, ambos em 1930. 
No inicio dos anos 30 atuou em papéis secundários e em revistas de variedades, além de viajar com shows de vaudeville.
Sua carreira chegou ao auge em 1941. Atuou com Neil Hamilton em Dangerous Lady, e Jack Holt em Holt of the Secret Service, produzido por Larry Darmour. Suas performances foram consideradas convincentes, e seu nome passou a ser reconhecido pelos amantes do cinema. O veterano diretor William Beaudine escalou-a para algumas produções "B", incluindo Bowery Champs  (1944), The Golden Eye (1948), and Again Pioneers (1950). Após atuar em mais de 120 filmes resolveu se aposentar em 1950, atuando ainda por muitos anos como agente de atores.
Retornou atuando em um episódio da série de TV Caravana, em 1960.

## Vida Privada
Evelyn Brent casou-se três vezes. Um de seus maridos foi o executivo de cinema Bernard P. Fineman. Outro foi o produtor Harry D. Edwards. Seu último marido foi o ator Harry Fox de quem a dança Foxtrot teve seu nome originado. Foram casados até a morte dele em 1959.
Morreu no ano de 1975 em sua casa, Los Angeles home, vítima de ataque cardiaco aos 75 anos. Seu corpo foi cremado e as cinzas enterradas no San Fernando Mission Cemetery, em Mission Hills, California. Por sua contribuição à arte cinematográfica possui uma estrela na Calçada da Fama de Hollywood, no número 6548 da Hollywood Boulevard.

## Filmografia
Atriz:
1. Caravana (Wagon Train) .... Mrs. Simmons (1 episódio, 1960: The Lita Foladaire Story)
2. Again... Pioneers (1950) .... Alice Keeler
3. The Golden Eye (1948) .... Sister Teresa
4. Stage Struck (1948) .... Miss Lloyd
5. Robin Hood of Monterey (1947) .... Maria Belmonte Sanchez
6. Raiders of the South (1947) .... Belle Chambers
7. Bowery Champs (1944) .... Gypsy Carmen
8. A Sétima Vítima (The Seventh Victim)(1943) .... Natalie Cortez
9. Spy Train (1943) .... Frieda Molte
10. Silent Witness (1943) .... Mrs. Roos/Anna Barnes
11. The Payoff (1942) .... Alma Dorn
12. Wrecking Crew (1942) .... Martha Poska
13. Westward Ho (1942) .... Mrs. Healey
14. Holt of the Secret Service (1941) .... Kay Drew, R49
15. Dangerous Lady (1941) .... Hester Engle
16. Wide Open Town (1941) .... Belle Langtry
17. Forced Landing (1941) .... Brunet Who Turns In Andros
18. Emergency Landing (1941) .... Maude Lambert
19. The Mad Empress (1939) .... Empress Eugenie
20. Daughter of the Tong (1939) .... Carney - The Illustrious One
21. Panama Lady (1939) .... Lenore
22. The Law West of Tombstone (1938) .... Clara 'Clary' Martinez
23. Mr. Wong, Detective (1938) .... Olga Petroff/Countess Dubois/Sophie Dome
24. Tip-Off Girls (1938) .... Rena Terry
25. Daughter of Shanghai (1937) .... Olga Derey
26. Sudden Bill Dorn (1937) .... Diana Viargas
27. Night Club Scandal (1937) .... Julia Reed
28. The Last Train from Madrid (1937) (sem créditos) .... Mulher
29. King of Gamblers (1937) .... Cora
30. Jim das Selvas (1937) .... Shanghai Lil ("Jungle Jim" - USA, título original)
31. Hopalong Cassidy Returns (1936) .... Lilli Marsh
32. The President's Mystery (1936) .... Ilka Blake
33. Hollywood Boulevard (1936) (cenas descartadas) .... Papel Indeterminado
34. It Couldn't Have Happened - But It Did (1936) .... Beverly Blake
35. Song of the Trail (1936) .... Myra
36. The Nitwits (1935) .... Mrs. Alice Lake
37. Without Children (1935) .... Shirley Ross Cole
38. Home on the Range (1935) .... Georgia
39. Symphony of Living (1935) .... Paula Greig Rupert
40. Speed Limited (1935) .... Natalie
41. The World Gone Mad (1933) .... Carlotta Lamont
42. The Crusader (1932) .... Tess Brandon
43. Attorney for the Defense (1932) .... Val Lorraine
44. High Pressure (1932) .... Francine Dale
45. The Mad Parade (1931) .... Monica Dale
46. The Pagan Lady (1931) .... Dorothy 'Dot' Hunter
47. Traveling Husbands (1931) .... Ruby Smith
48. Madonna of the Streets (1930) .... May
49. The Silver Horde (1930) .... Cherry Malotte
50. Galas de la Paramount (1930) .... Bedroom Apache - Episode 'Origin of the Apache'
51. Paramount on Parade (1930) .... Bedroom Apache Dancer (Origin of the Apache)
52. Framed (1930) .... Rose Manning
53. Slightly Scarlet (1930) .... Lucy Stavrin
54. Darkened Rooms (1929) .... Ellen
55. Why Bring That Up? (1929) .... Betty
56. Woman Trap (1929) .... Kitty Evans
57. Fast Company (1929) .... Evelyn Corey
58. Broadway (1929) .... Pearl
59. Interference (1928) .... Deborah Kane
60. The Mating Call (1928) .... Rose Henderson
61. A Rusga (1928) .... The Magpie ("The Dragnet" - USA, título original)
62. His Tiger Wife (1928) .... The Tiger Lady
63. A Night of Mystery (1928/I) .... Gilberte Boismartel
64. The Showdown (1928) .... Sibyl Shelton
65. A Última Ordem (1928) .... Natalie Dabrova ("The Last Command" - USA (título original)/ "Última Ordem" - Portugal
66. Beau Sabreur (1928) .... Mary Vanbrugh
67. Women's Wares (1927) .... Dolly Morton
68. Paixão e Sangue (1927) .... 'Feathers' McCoy ("Underworld" - USA (título original)/ "Vidas Tenebrosas" - Portugal)
69. Blind Alleys (1927) .... Sally Ray
70. Love's Greatest Mistake (1927) .... Jane
71. Flame of the Argentine (1926) .... Inez Remírez
72. The Jade Cup (1926) .... Peggy Allen
73. The Impostor (1926) .... Judith Gilbert
74. Love 'Em and Leave 'Em (1926) .... Mame Walsh
75. Secret Orders (1926) .... Janet Graaham
76. Queen o'Diamonds (1926) .... Jeanette Durant/Jerry Lyon
77. Broadway Lady (1925) .... Rosalie Ryan
78. Three Wise Crooks (1925) .... Molly
79. Lady Robinhood (1925) .... Señorita Catalina/La Ortiga
80. Smooth as Satin (1925) .... Gertie Jones
81. Alias Mary Flynn (1925) .... Mary Flynn
82. Forbidden Cargo (1925) .... Polly O'Day
83. Midnight Molly (1925) .... Margaret Warren/Midnight Molly
84. Silk Stocking Sal (1924) .... 'Stormy' Martin
85. My Husband's Wives (1924) .... Marie Wynn
86. The Dangerous Flirt (1924) .... Sheila Fairfax
87. The Cyclone Rider (1924) .... Weeping Wanda
88. The Desert Outlaw (1924) .... May Halloway
89. The Lone Chance (1924) .... Margaret West
90. The Plunderer (1924) .... The Lily
91. Arizona Express (1924) .... Lola Nichols
92. The Shadow of the East (1924) .... Lolaire
93. Loving Lies (1924) .... Ellen Craig
94. Held to Answer (1923) .... Bessie Burbeck
95. The Spanish Jade (1922) .... Mañuela
96. Married to a Mormon (1922) .... Beryl Fane
97. The Experiment (1922) .... Doris Fielding
98. Trapped by the Mormons (1922) .... Nora Prescott
99. Pages of Life (1922) .... Mitzi/Dolores
100. Laughter and Tears (1921) .... Pierrette
101. Demos (1921) .... Emma Vine
102. The Door That Has No Key (1921) .... Violet Melton
103. Sonia (1921) .... Sonia Dainton
104. Sybil (1921) .... Sybil Gerard
105. The Shuttle of Life (1920) .... Miriam Grey
106. The Law Divine (1920) .... Daphne Grey
107. The Glorious Lady (1919) .... Lady Eileen
108. The Other Man's Wife (1919) .... Becky Simon
109. Fool's Gold (1919) .... Nancy Smith
110. Help! Help! Police! (1919) .... Marian Trevor
111. Border River (1919) .... Marie Dubuque
112. Daybreak (1918) .... Det. Alma Peterson
113. Raffles, the Amateur Cracksman (1917) .... Ethel
114. Who's Your Neighbor? (1917) .... Betty Hamlin
115. To the Death (1917) .... Rosa
116. The Millionaire's Double (1917) .... Constance Brent
117. The Iron Woman (1916) .... Nannie Maitland
118. The Weakness of Strength (1916) .... Bessie Alden
119. The Spell of the Yukon (1916) .... Dorothy Temple
120. Playing with Fire (filme 1916) Playing with Fire (1916) .... Lucille Vane
121. The Soul Market (1916) .... Vivian Austin
122. The Iron Will (1916)
123. The Lure of Heart's Desire (1916) .... Little Snowbird
124. When Love Laughs (1915) (como Bettie Riggs)
125. The Shooting of Dan McGrew (1915) (como Betty Riggs) .... Nell (adult)
126. The Heart of a Painted Woman (1915) (como Betty Riggs)

Como ela mesma
1. Meet the Stars#2: Baby Stars (1941) .... A própria
2. Paramount op parade (1930) .... A própria

Arquivo de conteúdo
1. Val Lewton: The Man in the Shadows (2007) (TV)
2. Wide Open Town (1953) .... Miss Belle
3. Law of the Trigger (1952) .... Lillie